# 한우주 (작가)
한우주는 대한민국의 텔레비전 드라마 작가이다. 

## 드라마
- 2023년 tvN 월화 미니시리즈 《이로운 사기》 ... 집필